# Tetraneuromyia
Tetraneuromyia is een muggengeslacht uit de familie van de galmuggen (Cecidomyiidae).

## Soorten
- T. bulbifera Mamaev, 1964
- T. hirticornis (Zetterstedt, 1850)
- T. lamellata Spungis, 1987
- T. multipartita Mamaev, 1998
- T. similis Mamaev, 1964